# Miss Earth éremtáblázat
Az alábbi táblázat a Miss Earth szépségversenyben részt vevő országok helyezéseinek összesítését mutatja be a verseny indulásától (2001) a legutóbbi versenyig (2010).
| Helyezés | Ország                                                               | Miss Earth | Miss Air 2. helyezett | Miss Water 3. helyezett | Miss Fire 4. helyezett |
| -------- | -------------------------------------------------------------------- | ---------- | --------------------- | ----------------------- | ---------------------- |
| 1        | Brazília                                                             | 2          | 2                     | 0                       | 1                      |
| 2        | India                                                                | 1          | 2                     | 0                       | 0                      |
| 3        | Fülöp-szigetek                                                       | 1          | 1                     | 1                       | 0                      |
| 4        | Venezuela                                                            | 1          | 0                     | 2                       | 1                      |
| 5        | Kanada, Chile, Dánia, Honduras, Kenya                                | 1          | 0                     | 0                       | 0                      |
| 6        | Dominikai Köztársaság, Ecuador, Tanzánia                             | 0          | 1                     | 0                       | 0                      |
| 7        | Lengyelország, Szerbia                                               | 0          | 0                     | 1                       | 1                      |
| 8        | Costa Rica, Kazahsztán, Mexikó, Francia Polinézia (Tahiti), Thaiföld | 0          | 0                     | 1                       | 0                      |
| 9        | Spanyolország                                                        | 0          | 0                     | 0                       | 2                      |
| 10       | Argentína, Görögország, Paraguay, Puerto Rico                        | 0          | 0                     | 0                       | 1                      |